# Mötet i Stockholm 1497
Mötet i Stockholm 1497 var en sammankomst som hölls i Stockholm för att diskutera och besluta om Sveriges angelägenheter. Det inleddes 25 november 1497 och avslutades samma dag.
Ett ofullständigt råd avsatte Sten Sture som riksföreståndare 7 mars 1497. Den 13 mars utfärdade Kung Hans en krigsförklaring mot Sverige och kriget inleddes i augusti och den 6 oktober erkändes kung Hans som kung och tågade in i Stockholm 11 oktober. Sverige lagmän och ombud från var lagsaga med flera inkallades och hyllade den nya kungen som kröntes dagen därpå. 